# Trochulus erjaveci
Trochulus erjaveci е вид охлюв от семейство Hygromiidae. Видът не е застрашен от изчезване.

## Разпространение и местообитание
Разпространен е в Албания, Босна и Херцеговина, България, Северна Македония, Словения, Сърбия (Косово), Унгария, Хърватия и Черна гора.
Обитава скалисти райони, гористи местности, блата, мочурища и тресавища.

## Описание
Популацията на вида е стабилна.